# OLIVIA inspi' REIRA (TRAPNEST)
『OLIVIA inspi' REIRA (TRAPNEST)』（オリビア・インスピ・レイラ　トラップネスト）は、OLIVIAが"OLIVIA inspi' REIRA (TRAPNEST)"名義のイメージアルバムである。

## 解説
- 2007年2月28日にcutting edgeよりリリース。オリジナルアルバムとしては、前作「The Lost Lolli」（OLIVIA名義）からおよそ2年ぶりリリース。土屋アンナの同じ計画によるアルバム「ANNA TSUCHIYA inspi' NANA (BLACK STONES)」と同時リリースされた。
- 本人が日本テレビ系アニメ「NANA」からの虚構のロックバンドTRAPNESTのボーカル・芹澤レイラの歌唱キャストを務めている楽曲集である。"OLIVIA inspi’REIRA(TRAPNEST)"としてリリースしたシングル楽曲、ライブレコーディング曲、未発表曲を追加した全12曲収録。

## 収録曲

### CD
1. a little pain
  - 作詞: OLIVIA・川村真澄 / 作曲: 山口寛雄 / 編曲: 十川知司
2. Wish
  - 作詞: OLIVIA・Chazne / 作曲: OLIVIA・rui / 編曲: kansei・rui
3. Starless Night
  - 作詞: OLIVIA・SPACE CRITTER / 作曲: 小幡英之 / 編曲: 十川知司
4. Shadow of Love
  - 作詞: OLIVIA・Chazne / 作曲: OLIVIA・rui / 編曲: kansei・rui
5. Tell me
  - 作詞: OLIVIA / 作曲: OLIVIA・rui / 編曲: kansei・rui
6. Rock you
  - 作詞: Chazne・Eclipse / 作曲: 伊橋成哉 / 編曲: 十川知司
7. Winter sleep
  - 作詞: Eclipse / 作曲: rui・OLIVIA / 編曲: kansei・rui
8. Recorded Butterflies -Studio Live-
9. Wish -Live-
10. a little pain -Studio Live-

### DVD
1. NANA SPECIAL STREET LIVE at Shinjuku Station Square 25th June 2006
2. a little pain -TRAPNEST original animation clip (Studio Live TV size ver)-